# Barbus trevelyani
Barbus trevelyani és una espècie de peix d'aigua dolça. Pertany a la família dels ciprínids i a l'ordre dels cipriniformes, endèmic de la província del Cap (Sud-àfrica).
Els adults poden assolir els 9,5 cm de longitud.